# Kennard (Indiana)
Kennard es un pueblo ubicado en el condado de Henry en el estado estadounidense de Indiana. En el censo de 2010 tenía una población de 471 habitantes y una densidad poblacional de 431,96 personas por km².

## Geografía
Kennard se encuentra ubicado en las coordenadas 39°54′25″N 85°31′20″O / 39.90694, -85.52222. Según la Oficina del Censo de los Estados Unidos, Kennard tiene una superficie total de 1.09 km², de la cual 1.09 km² corresponden a tierra firme y (0%) 0 km² es agua.

## Demografía
Según el censo de 2010, había 471 personas residiendo en Kennard. La densidad de población era de 431,96 hab./km². De los 471 habitantes, Kennard estaba compuesto por el 99.15% blancos, el 0% eran afroamericanos, el 0% eran amerindios, el 0.64% eran asiáticos, el 0% eran isleños del Pacífico, el 0% eran de otras razas y el 0.21% pertenecían a dos o más razas. Del total de la población el 0% eran hispanos o latinos de cualquier raza.